# Haut-de-Bosdarros
Haut-de-Bosdarros es una comuna francesa de la región de Aquitania en el departamento de Pirineos Atlánticos. 
Se sitúa en la ribera del río Luz, un afluente del Gave de Pau. Esta localidad comprende las pedanías de La Chapelotte y Haut-de-Gan.

## Demografía
| 415 | 420 | 427 | 434 | 427 | 371 | 372 | 351 | 345 | 300 | 276 | 278 | 245 | 226 | 253 | 267 | 251 | 257 |
| Para los censos de 1962 a 1999 la población legal corresponde a la población sin duplicidades (Fuente: INSEE [Consultar]) |     |     |     |     |     |     |     |     |     |     |     |     |     |     |     |     |     |